# Marija Gradec
Marija Gradec je naselje u slovenskoj Općini Laškom. Marija Gradec se nalazi u pokrajini Štajerskoj i statističkoj regiji Savinjskoj. 

## Stanovništvo
Prema popisu stanovništva iz 2002. godine naselje je imalo 268 stanovnika.